# 濮康安
濮康安（1899年—1971年），近现代著名金石书法家。名蕃，字康盦，号无言，晚号葛墅老人。常熟大义人。1918年国立北京美术学校毕业，继师赵石，李厚焘，学金石书画。主要成就为金石印章、工笔小楷，又善刻竹。有《康盦印谱》、《康盦印粹》等行世。 又有《中国篆刻字典》（日本东方书店1985年版）、《濮康安印存》。

## 生平
濮康安祖籍安徽，后定居常熟虞山北小市桥。世代经营商业。其高祖时为家族最盛期。至曾祖云久公时家道始衰。幼失怙恃，由伯祖母邹氏抚养成人。先入在私塾，后毕业于常熟县立第一高等小学校。1918年毕业于国立北京美术学校。1918年回乡，历任各小学、私塾教师。1929年至1931年，任近代常熟籍诗人、画家杨云史的记室（秘书），常代笔书信文案写作。后入上海、常熟交通银行工作，抗战时随银行迁到重庆。1956年，常熟政协成立，为金石组成员。文革中曾遭到红卫兵抄家之袭。1971年冬因病去世。。

## 作品
濮康安从30岁在工作之余，开始业余金石书画生涯。关于其书画成就，陈道义、易斋的《近现代苏州印人小传》中有：
擅书画，工吟咏，尤精篆刻，其印不为师法所囿，构思精巧，结构缜密，刀法娴静，工细一路自成风格。作品收入《中国篆刻字典》（日本东方书店1985年版），有《濮康安印存》等集。
常熟人李猷《抗战前常熟书画家略述》一段述评：
先师（杨云史）之记室濮康安名藩。昔随师任缮写之役，后入交通银行，与余为同事，小楷精绝。三十年来，未曾见过可相比者。即溥王孙所作，亦当让其一步。盖康安之小楷，致力晋中国书画研究院唐深厚，黄庭、洛神、破邪、曹娥、麻姑，无不涉猎，无不精确，间画梅花，亦极澹雅，山水则稍嫌单薄耳…
（杨云史）先生自以为书法不佳，…他平常除书信自己动笔外，凡有酬投赠文字，均倩人代笔；我友濮康安兄，为先生代笔最多。

## 交往
濮康安1949年前与近代常熟籍诗人、画家杨云史、书法家李猷交往。1949年后与画家沈重烟为好友，在常熟国画社、西泠印社共同创作金石书画。
友人施仁在濮康安去世后曾上门来访，将濮康安的印作自费付梓《濮康安印存》。施仁悼濮康安词，收錄於《杞叟词稿·憶故人（辛亥歲暮悼濮康安丈）》：「客影孤灯，风悲林木添凄断。乌衣门巷黯高蕐（丈住常熟乌衣弄），冷落家山伴。 賸继武古泥炳焕。犹馀霞晴窗忆惋，箑头珠玉，壁上龙蛇，音容已远。」